# Ness Yole
Die Ness Yole, auch Shetland Yole, ist ein kleiner, britischer Fischereisegelbootstyp.

## Geschichte
Der Bootstyp wurde auf den Shetland-Inseln zur Binnenfischerei verwendet. Der Beginn seiner Verwendungszeit geht auf die Zeit vom späten 9. Jahrhundert bis zur Mitte des 15. Jahrhunderts zurück, in denen die Shetlands Teil des norwegischen Territoriums waren. Auf Grund der Holzarmut der Shetland-Inseln, importierte man komplette Bausätze der Boote aus Norwegen. Schon zum Ende des Jahrhunderts war der Bootstyp von moderneren Booten weitestgehend verdrängt.

## Bauweise
Die offenen und im Verhältnis schlanken Boote erinnern an die Bauweise der Langboote. Auch die Spanten sind wie bei den Vorbildern lediglich am Kielgang befestigt. Der in Klinkerbauweise gefertigte, hölzerne Rumpf der Arbeitssegler ist vorne und achtern spitz zulaufend. Auf Grund des einzelnen mittig angebrachten Mastes mit Luggersegel, haben die Boote keinen Bugspriet oder andere Überhänge. Zum Steuern dient eine Ruderpinne.